# Boletus paluster
Boletus paluster är en svampart som beskrevs av Peck 1872. Boletus paluster ingår i släktet rörsoppar och familjen Boletaceae.   Inga underarter finns listade i Catalogue of Life.